# Стратигопулу, Данаи
Данаи Стратигопулу  (греч.  Δανάη Στρατηγοπούλου , Афины, 8 февраля 1913 — Афины, 17 января 2009), или просто Данаи — известная греческая певица XX века в жанре лёгкая музыка, композитор, поэтесса, переводчица и фольклористка. Отмечена также своей музыкальной, преподавательской и переводческой деятельностью в Чили, где прожила более 6 лет.

## Молодость
Данаи Стратигопулу родилась в Афинах в 1913 году, но свои детские годы провела во Франции (Париж и Марсель).
По отцовской линии происходила из знатного византийского рода Стратигопуло(co)в.
Дед, Идоменевс Стратигопулос, был театральным писателем. Отец, Ипполитос Стратигопулос, инженер и журналист был характерным представителем афинской богемы.
Закончив гимназию, Данаи год училась экономическим наукам и записалась в Свободную школу политических наук.
Прожив 14 лет за границей, в 1927 году семья решила вернуться в Афины. Здесь Данаи покорила своим голосом известного тогда греческого тенора Петроса Эпитропакиса, который настоял, чтобы она серьёзно занялась музыкой. Так в 14 лет Данаи стала учиться классической песне у Маги Карадза и у Минаса Фокаса, которые предназначали её исключительно в оперные певицы. Однако её беспокойная и реакционная натура контрастировала с тогдашним строгим миром оперы.

## Начало музыкальной карьеры
В 1934 в году она получила работу в газете, где её сотрудником был музыкант К. Безос. Безос с музыкальной группой «Белые птицы» готовился последовать за известным композитором лёгкой музыки Аттиком на гастроли в Египет. Учитывая то, что в тот период в Египте проживала огромная и богатая греческая община, а также многочисленные другие европейские общины, эти гастроли имели повышенный интерес для греческих музыкантов. Безос представил Данаи Аттику в качестве певицы. Аттик согласился взять ей с собой, но в действительности она заинтересовала его как журналистка, которая будет освещать гастроли в своей газете. Однако сценический успех Данаи послужил началом её долголетнего сотрудничества с Аттиком.
Вскоре она оставила журналистику ради песни, но никогда не перестала писать. Она сохранила своё имя Данаи в качестве художественного, под которым выступала в музыкальной группе «Загон Аттика», став лучшей исполнительницей песен Аттика и Х. Хайропулоса. Одновременно она с успехом исполняла греческие народные песни и испанские мелодии.
В предвоенные годы Данаи делила пальму первенства в лёгкой греческой песне с Софией Вембо. С той только разницей, что, как правило Вембо сопутствовал успех в театрах, в сопровождение оркестра, в то время как Данаи, как правило пела в варьете, в сопровождение своей гитары.

## Оккупация и Сопротивление
В годы тройной, германо-итало-болгарской, оккупации Греции Данаи вступила в ряды  Национально-освободительного фронта Греции (ЭАМ). Она упорно отказывалась петь на языках оккупанов. В этот период её репертуар состоял только из народных греческих песен. Одна из них привела к её аресту. В сентябре 1943 года афиняне, слушавшие тайком передачи Би-би-си, узнали что «английские и греческие командосы высадились на парашютах на острове Самос» (Додеканесская операция). Данаи спела на эстраде «Оазис» афинского Марсова поля песню «Самио́тисса» (самио́тка), чем вызвала бурную реакцию 2-х тысячной публики, которая в течение 10 минут рукоплескала ей.
Данаи была арестована оккупационными властями. На тот момент её подозревали лишь в финансировании ЭАМ. На требование представить свой репертуар, она представила список более 1.000 греческих песен со словами: «Я добросовестная артистка, представляю этот список, чтобы вы осознали как хорошо я служу греческой песне!». Её ирония и существоващие подозрения в её связях с ЭАМ послужили причиной её заключению в тюрьму Авероф, где она подверглась пыткам, но свои связи с Сопротивлением не выдала.
Её почитатели, протестуя, большими массами, окружили Министерство образования правительства квислингов и Афинскую митрополию.
Под давлением подпольных организаций Сопротивления, через месяц Данаи была освобождена.
Но вскоре оккупационным властям стало известно её действительная деятельность в организациях ЭАМ и Данаи пришлось в декабре 1943 года уйти в «Свободную Грецию».
Для этого не надо было обязательно бежать на территории освобождённые Народно-освободительной армией Греции.
К январю 1944 года городские отряды ЭЛАС практически контролировали пригороды Афин, что выделяло на тот момент греческую столицу на фоне других оккупированных столиц Европы. Оккупационные войска совершали налёты в пригороды, как правило только в дневное время суток.
Восхищённый борьбой афинян французский эллинист Роже Милльекс писал, что Афины являлись «столицей европейского Сопротивления».
Данаи ушла из центра города в пригород Калитея, своего рода также территория «Свободной Греции». Здесь она не имела возможности петь, но под именем «Элени Софианопулу» продолжила свою подпольную работу.
Здесь, в подпольной явке, она познакомилась с журналистом и участником Сопротивления Георгием Халкиадакисом, красивым парнем «лет до 25, стройным, бледным, c мечтательными зелёными глазами и длинными и тонкими руками, как у великого художника».
Она вышла за него замуж не только по причине пробудившейся любви. Георгий страдал болезнью аорты и врачи не давали ему более двух лет жизни. При всей своей независимости, Данаи стала его женой, чтобы продлить ему жизнь, и с ней Георгий прожил целых десять лет, до 1954 года.
Плодом их любви стала дочь, Лида Халкиадаки, которые в 1970-е, вместе с Спиросом Влассопулосом, создала известная группу «Лида & Спирос».

## После оккупации
В период Гражданской войны в Греции Данаи преподавала вокальную музыку в  Национальной консерватории Греции и Драматической школе Э. Хадзискоса.
К началу 1960 х годов жанр лёгкой песни в Греции переживал кризис. Это стало поводом для Данаи, чтобы вернуться к другой своей любви, литературе. Она опубликовала свой первый поэтический сборник под заголовком Реакции («Αντιδράσεις»), который подписала псевдонимом «Аргиро Каллига». Ко многим из стихов этого сборника впоследствии была написана музыка греческим певцом Костасом Хадзисом.
Данаи продолжала писать стихи, музыку к которым писали известные композиторы. Самыми известными из них стали «Если я откажусь от тебя, любовь моя» (музыка Мимиса Плессаса) и «Что это такое, что зовут любовью» (музыка Такиса Моракиса).
Последнюю исполнила Софи Лорен в фильме «Мальчик на дельфине» (Boy on a Dolphin), 1957..

## Чили
В 1966 Данаи совершила поездку в Чили, в гости к своей сестре Мирке, где познакомилась с чилийским поэтом Пабло Неруда. Оба прониклись друг к другу взаимным художественным уважением, что послужило началом их дружбы. Этому способствовала их любовь к греческой культуре и поэзии греческого поэта Янниса Рицоса.
Данаи решила перевести на греческий «Canto general» (Всеобщая песнь) Неруды и другие его стихи. Данаи вернулась в Грецию, но её пребывание здесь было недолгим. Военный переворот 1967 года вынудил её вновь вернуться в Чили, где она прожила 6 лет.
В 1969 году она издала здесь альбом Istros (Danai canta a Neruda) (Истрос — Данаи поёт Неруду), музыку к которому она написала сама.
Данаи стала преподавать греческий фольклор и народную поэзию в Университете Сантьяго, первоначально в качестве почётной преподавательницы (ad honorem), а затем официальным профессором (1972—1973).
Здесь она опубликовала ряд своих работ о греческой народной поэзии и опубликовала свои переводы греческих народных песен на испанский .
Она выступала с лекциями в чилийских университетах и дала много концертов греческой песни.
В 1972 году, на фестивале лёгкой чилийской песни, получила специальный приз от президента Чили Сальвадора Альенде.

## Последние годы
После следующего военного переворота, на этот раз в Чили в 1973 году, Данаи покинула эту страну. После падения военной диктатуры в Греции в 1974 году она вернулась на родину и обосновалась в приморском афинском пригороде Рафина.
Она была членом Общества поэтов песенников и композиторов Греции, Общества греческих литераторов, Комитета солидарности с Чили, Общества греческих актёров и т. д.
Она сохраняла тесные связи с посольством Чили в Греции, до самой своей смерти 18 января 2009 года.

## Сегодня
По сегодняшний день более 300 записей песен, впервые исполненные Данаей, продолжают свою жизнь. Стихи многих из них были написаны самой певицей.
Ремикс одной из них, песни Михалиса Суюла «Если бы ты пришёл ненадолго», стал хитом в 2015 году, вызвав также повышенный интерес к первому исполнению.
На фоне этого успеха, ремикс песни Аттика «Вы просите, чтобы я сказал» также вызвал повышенный интерес к первому исполнению Данаи.

## Некоторые из литературных работ и переводов
- «Пение» (хроника) («Τραγουδώντας» 1954)
- «Реакции» (стихи) («Αντιδράσεις» 1960)
- «Las Alturas de Macchu Picchu»/Высоты Мачу Пикчу" из Всеобщей песни П. Неруды (перевод) («Τα υψώματα του Μάτσου Πίτσου» 1966)
- За пару роз « (исследование фольклора) (Για ένα ζευγάρι ρόδα» λαογραφική μελέτη 1972)
- «Гречанки героини в народной песне» (исследование) («Ελληνίδες ηρωίδες στο δημοτικό τραγούδι» μελέτη) 1972
- " Estravagario / Эстравагарио " П. Неруды (перевод)
- Veinte poemas de amor y una canción desesperada / Двадцать стихотворений о любви и одна песня отчаяния П. Неруды (перевод) («Είκοσι ποιήματα αγάπης κι ένα τραγούδι απελπισμένο»)
- Fulgor y muerte de Joaquín Murieta / Сияние и смерть Хоакина Мурьеты П. Неруды (перевод) («Λάμψη και θάνατος του Χοακίμ Μουριέτα»)
- Canto general / Всеобщая песнь П. Неруды (перевод) («Γενικό άσμα»)
- Бенавенте-и-Мартинес, Хасинто: «La noche del sábado:/Субботняя ночь (перевод) („Νύχτα του Σαββάτου“ του Μπερναβέντε)
- Armando Uribe: „El libro negro de la intervención norteamericana en Chile“/Чёрная книга североамериканского вмешательства в Чили (перевод) (Η μάυρη βίβλος της βορειοαμερικανικής επέμβασης στη Χιλή»)